# Колібрі-капуцин рудохвостий
Колі́брі-капуци́н рудохвостий (Augastes lumachella) — вид серпокрильцеподібних птахів родини колібрієвих (Trochilidae). Ендемік Бразилії.

## Опис

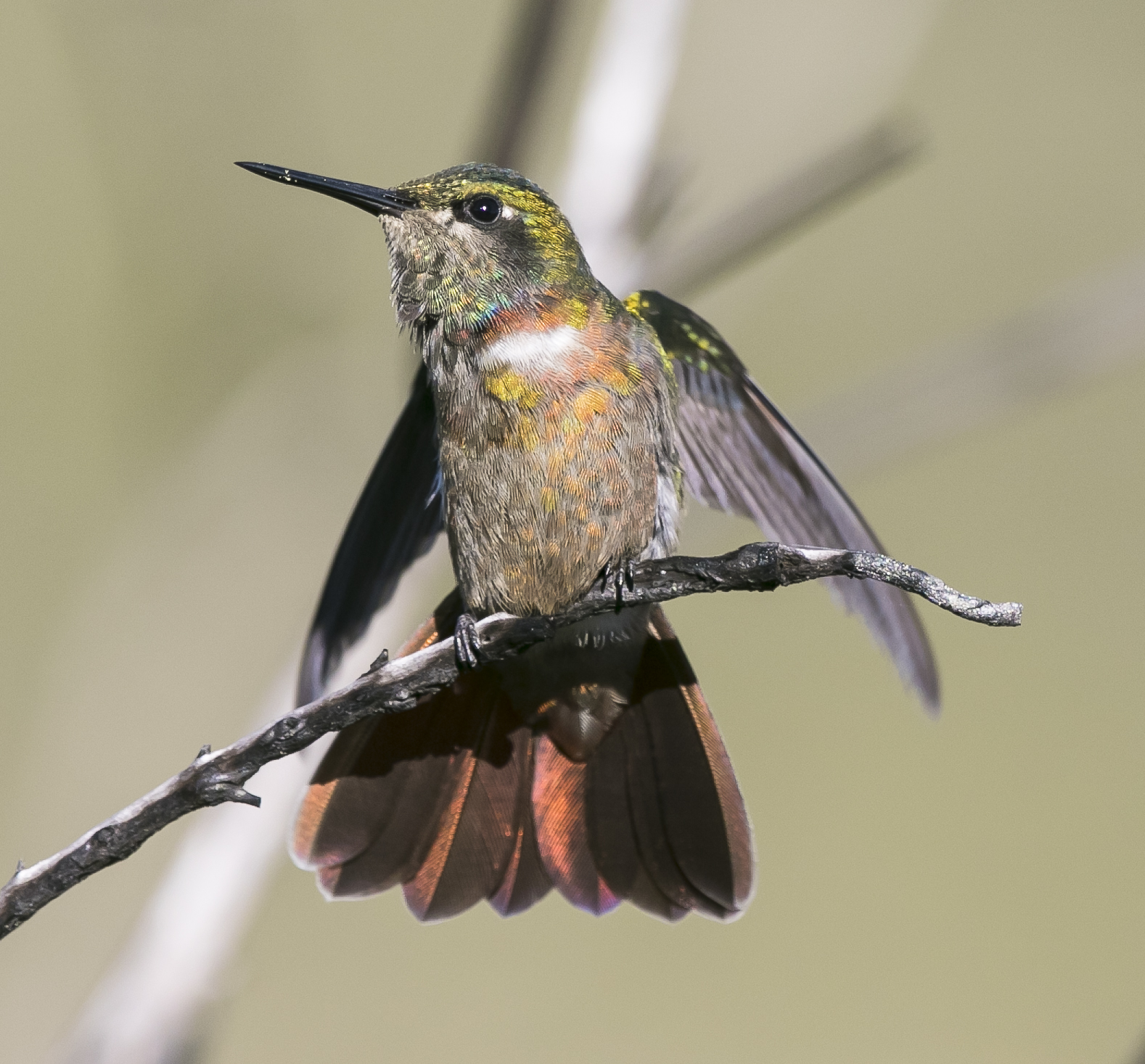
Самиця рудохвостого колібрі-капуцина

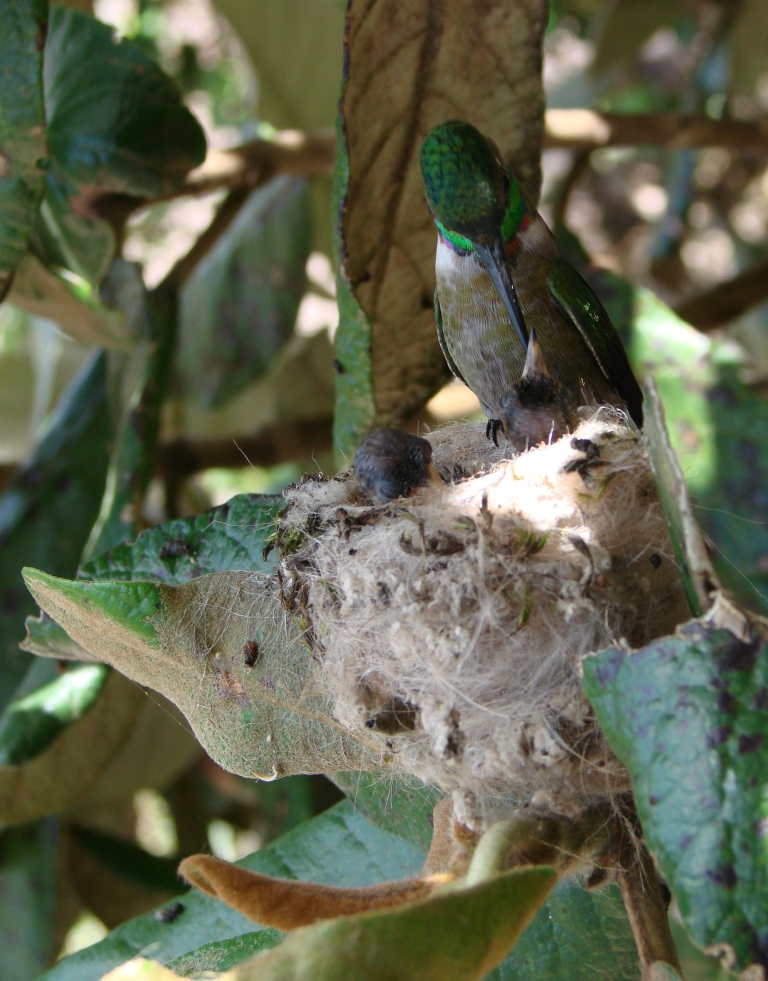
Самиця рудохвостого колібрі-капуцина біля гнізда

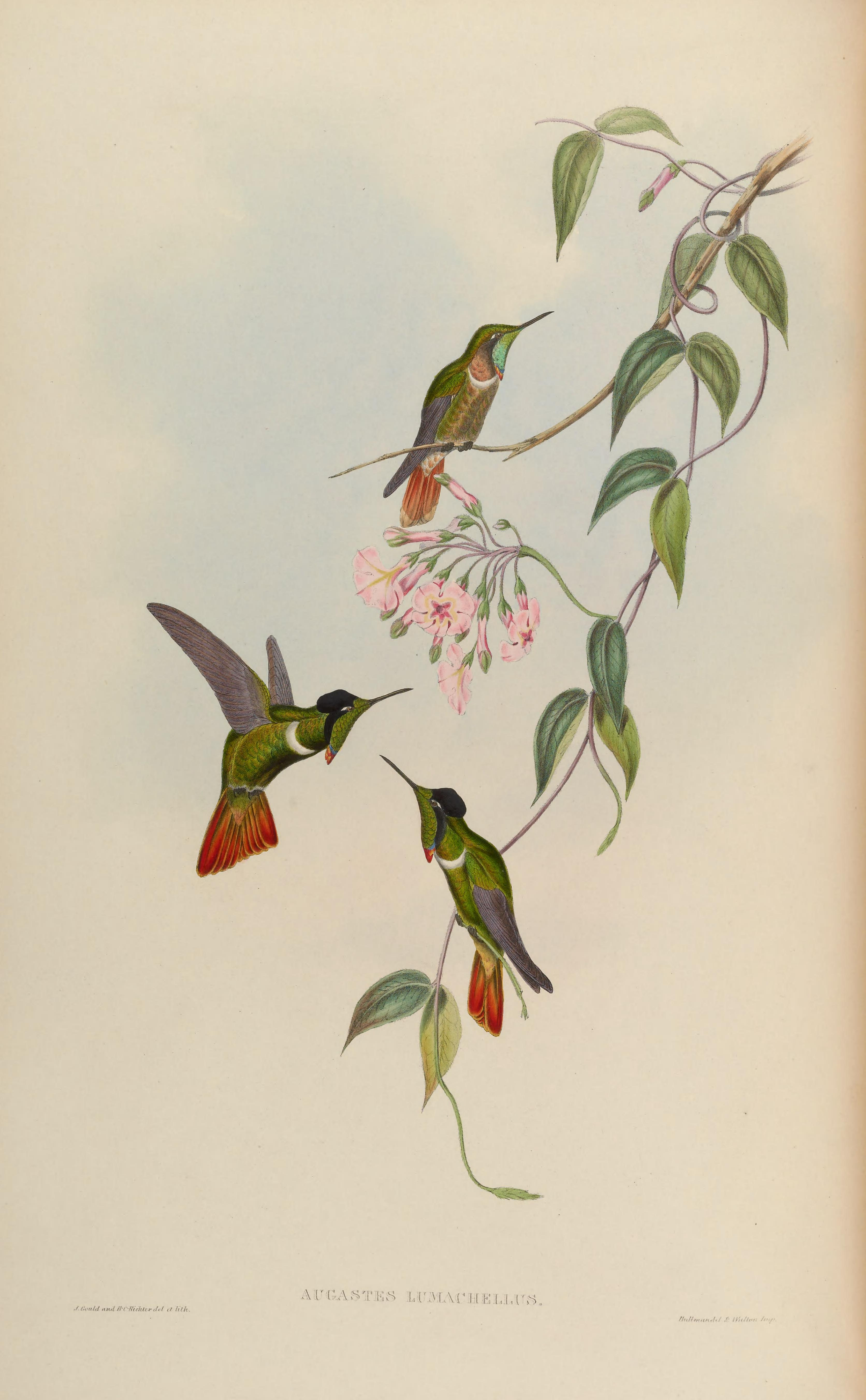
Рудохвості колібрі-капуцини

Довжина самців становить 8,3-10,1 см, довжина самиць становить 8,3-8,9 см, вага 4-4,8 г. У самців лоб і горло блискучо-золотисто-зелені, горло знизу окаймлене вузькою синьо-зеленою смугою.  На горлі вузька біла смуга з блискучою золотисто-оранжевою плямою посередині. На тімені оксамитово-чорна пляма з синюватим відтінком. Шия з боків оксамитово-чорна. Верхня і нижня частини тіла, а також надхвістя блискучо-золотисто-зелені. Крила чорнувато-фіолетові, гузка золотисто-червона. Хвіст блискучий, яскраво-бронзово-малиновий. Верхні покривні пера хвоста синьо-зелені. Дзьоб прямий, чорний, довжиною 19,2 мм. Лапи чорні.
Самиці мають дещо менш яскраве забарвлення, верхня і нижня частини тіла у них більш бронзові, а голова зелена, а не чорна. Обличчя сіре, скроні коричнюваті. Зелена пляма на передній частині голови менш блискуча, ніж у самців, горло знизу окаймлене більш яскравою синьо-зеленою смугою. У молодих птахів верхня частина тіла бронзово-зелена, нижня частина тіла коричнева, горло біле, поцятковане зеленими плямками. Хвіст зверху мідно-бронзовий, знизу малиновий, менш яскравий, ніж у дорослих птахів.

## Поширення і екологія
Рудохвості колібрі-капуцини мешкають в горах Серра-ду-Сінкора, що є частиною гірського хребта Серра-ду-Еспіньясу і знаходяться в регіоні Чапада-Діамантіна в штаті Баїя. Вони живуть у сухих високогірних чагарникових заростях кампос-рупестрес, серед скель, на відкритих високогірних плато, на висоті від 750 до 2050 м над рівнем моря, переважно на висоті від 900 до 2000 м над рівнем моря. Віддають перевагу сухим, посушливим районам на вершинах гір і плато, порослих кактусами і невисокими чагарниками.
Рудохвості колібрі-капуцини живляться нектаром різноманітних квітучих рослин, яких шукають на висоті до 1 м над землею, а також дрібними комахами. Гніздо чашоподібне, робиться з насіння бромелієвих і айстрових, кактусового пуху і листя, покривається павутинням і мохом, розміщується в розвилці між гілками, на висоті від 60 до 100 м над землею.

## Збереження
МСОП класифікує стан збереження цього виду як близький до загрозивого. На початку 20-го століття вид вважався вимерлий, поки не був повторно відкритий бразильським біологом Аугусто Руші у 1961 році. за оцінками дослідникиків, популяція рудохвостих колібрі-капуцинів становить від 35 до 100 тисяч дорослих птахів. Вид є досить поширеним в межах свого ареалу, однак йому загрожує знищення природного середовища і зміни клімату.